# Велвет мюзик
Велвет мюзик е руска музикална компания, която продуцира поп изпълнители. Компанията е създадена през 2004 година

## Изпълнители

### Солови изпълнители
- Анна Плетньова
- Звонкий
- Йолка
- Владимир Пресняков
- Мари Краймбрери
- Гоша Куценко
- DJ Smash
- Никита Киосе
- Фейгин
- Banev!
- CeloFan
- DAASHA
- Nasty Ash

### Оркестри, дуети и групи
- BANEV! / Plastika
- Сухие
- Burito

### Изпълнители, напуснали Велвет мюзик
- Uma2rmaH – във Велвет мюзик от 2004 до 2012
- Ustinova – във Велвет мюзик от 2014 до 2016
- Анита Цой – във Велвет мюзик от 2011 до 2015
- Банд’Ерос – във Велвет мюзик от 2014 до 2016
- Достучаться до небес – Във Велвет мюзик от 2011 до 2014
- Ева Полна – във Велвет мюзик от 2009 до 2010
- Игра Слов – във Велвет мюзик от 2005 до 2010
- Ин-Ян – във Велвет мюзик от 2007 до 2012
- Ключи – Във Велвет мюзик от 2011 до 2014
- Линда във Велвет мюзик само 2015
- Маша Гойя – във Велвет мюзик от 2012 до 2016
- Олга Орлова – във Велвет мюзик само 2015
- Полина Гагарина – във Велвет мюзик от 2010 до 2015
- Сардор Милано – във Велвет мюзик само 2015
- Чи-Ли – във Велвет мюзик от 2005 до 2013
- ВИА Гра във Велвет мюзик от 2012 до 2017
- Винтаж – във Велвет мюзик от 2007 до 2017
- Мбенд – във Велвет мюзик от 2014 до 2017
- TIM ROCKS – във Велвет мюзик от 2012 до 2017
- Вера Брежнева – във Велвет мюзик от 2012 до 2017
- Албина Джанабаева – във Велвет мюзик от 2013 до 2017
- Анна Семенович – във Велвет мюзик от 2012 до 2017
- Валерий Меладзе – във Велвет мюзик от 2013 до 2017
- Емма М – във Велвет мюзик от 2015 до 2016
- Людмила Соколова – във Велвет мюзик от 2016 до 2017
- Ото Нотман – във Велвет мюзик от 2016 до 2017
- Наталия Подолская във Велвет мюзик само 2017